# The Movement (dänische Band)
The Movement sind eine 3-köpfige Mod-Rockband aus Kopenhagen (Dänemark).

## Geschichte
In der Urbesetzung spielte Kalle Mathisen noch Schlagzeug. Ab der zweiten Platte (Revolutionary Sympathies) übernahm Stefan Andersen das Schlagzeug, der jedoch im Sommer 2005 durch Søren Spannow ersetzt wurde.
Am 31. Juli 2007 verkündete Lukas Scherfig das Ende der Band. Nach vielen Jahren mit mehreren Hundert Konzerten und vielen Touren mit bekannten Bands durch Europa und Japan, sei es nun an der Zeit für Lukas aus der Bandstruktur herauszutreten und als Solo-Artist weiterzumachen.
Die letzten beiden Konzerte fanden im Januar 2007 in den Niederlanden statt. Bereits dort spielte Søren Spannow nicht mehr am Schlagzeug. Stattdessen übernahm Stefan Andersen nochmals den Hocker. Von diesen Konzerten wurden Aufnahmen für ein eventuelles Live-Album gemacht.
Im Frühjahr 2010 kündigte Lukas Scherfig im Rahmen seines Solo-Projektes ("Lukas Sherfey") für Herbst 2010 Konzerte als das "Lukas Sherfey Power Trio" an. Bei diesen Konzerten sollten alte The-Movement-Songs, kombiniert mit den neuen Songs vom Solo-Album, gespielt werden. Jedoch bereits kurze Zeit später am 28. Mai 2010 verkündete Lukas mittels YouTube-Video das Comeback von The Movement. Es folgte eine Tour auf der Stefan Andersen das Schlagzeug wieder übernahm. Mit der Reunion wurde der langjährige Bassist Lars Schaedler durch Chandu Chodavarapu ersetzt.
Kurz nach der Veröffentlichung der Still Living The Dream EP gab die Band ihren neuen Schlagzeuger Kasper Rasmussen, der Cousin von Lukas Scherfig, bekannt.
Im Sommer und Herbst 2011 knüpfte die Band an alte Zeiten wieder an und spielte wieder viele Shows in Europa. Vor einer weiteren Europa-Tournee veröffentlichten The Movement im September 2012 ihr drittes Studioalbum Fools Like You. Nach zahlreichen Konzerten kam es im Sommer 2013 zu einer weiteren Umbesetzung. Der junge Bassist Sebastian Page übernahm den Bass von Chandu Chodavarapu. Es folgten weitere Umbesetzungen am Schlagzeug.

## Stil
Ihr musikalischer Stil kann grob als Mod-Punkrock mit Ska-Elementen klassifiziert werden. Vom Ska-Einfluss hat sich die Band aber inzwischen vollends losgesagt. Dazu sagt Lukas in einem Interview:
"..., Ska is almost a finished chapter for us. When we play live in Germany a song like 'Control Your Temper' is a big hit, so I guess we have to play some ska influenced songs. But we are more in to the Soul/Mod thing."
Musikalisch sind The Movement vor allem beeinflusst von The Jam, The Who und The Clash.
The Movement sind auf der Bühne stets gut gekleidet und erinnern an den alten Mod-Slogan: "Sauber Leben unter schwierigen Umständen."

## Diskografie

### Alben
- 2003: Move!
- 2005: Revolutionary Sympathies
- 2009: Globalize This!, Old Demos
- 2009: Lukas Sherfey - Soul Vacation (Solo-Projekt)
- 2012: Fools Like You
- 2020: Future Freedom Time

### Singles / EP
- 2003: Hardmod Internationalist EP
- 2009: Lukas Sherfey - Spend my days (Solo-Projekt)
- 2011: Still Living The Dream EP
- 2014: Outrage! EP